# Ratiboř, Jindřichův Hradec
Ratiboř là một làng thuộc huyện Jindřichův Hradec, vùng Jihočeský, Cộng hòa Séc.